# Chazaliella anacamptopus
Chazaliella anacamptopus är en måreväxtart som först beskrevs av Karl Moritz Schumann, och fick sitt nu gällande namn av Ernest Marie Antoine Petit och Bernard Verdcourt. Chazaliella anacamptopus ingår i släktet Chazaliella och familjen måreväxter. Inga underarter finns listade i Catalogue of Life.